# Ливийско-чешские отношения
Ливийско-чешские отношения — двусторонние дипломатические отношения между Ливией и Чехией. Обе страны установили дипломатические отношения в 1993 году. У Чехии есть посольство в Триполи. Посольство Ливии находится в Праге.

## История
В 1997 году Чехия ввела санкции против Ливии в соответствии с резолюцией ООН после взрыва в Локерби в 1988 году. Они были сняты в 2006 году президентом Чехии Вацлавом Клаусом . 
У Ливии было посольство в Праге, но оно закрылось в 2007 году. В 2008 году в Праге открылось генеральное консульство страны.
Вместе с Италией Чехия поддержала Муаммара Каддафи в гражданской войне в Ливии перед началом конфликта. После убийства Каддафи в октябре 2011 года Чешская Республика заняла иную позицию и надеялась продвинуться вперёд в улучшении отношений между двумя странами. 
В 2013 году ливийские судьи были отправлены в чешский город Кромержиж для прохождения пятидневной программы обучения совместно с Программой развития ООН. 